# Daniel Poulou
Daniel Poulou, né le 28 juillet 1943 à Biarritz (Pyrénées-Atlantiques), est un homme politique français, membre de l'UMP.

## Biographie
Sa profession est directeur de société.
Daniel Poulou fait son entrée en politique en 1977 en étant élu maire de la ville basque d'Urrugne (Pyrénées-Atlantiques). Il est ensuite réélu à chaque élection mais il est contraint de démissionner en 2002 pour cause de cumul des mandats.
Lors d'une élection cantonale partielle en 1981, il est élu conseiller général dans le canton d'Hendaye ; il prend ainsi la succession de son père, Jean Poulou. Il est réélu au conseil général des Pyrénées-Atlantiques en 1982 mais est battu lors des cantonales de 1988 par le maire PS d'Hendaye, Raphaël Lassallette. Il reconquiert ce mandat en 2001.
Le 28 mars 1993, il est élu comme suppléant de la députée de la sixième circonscription des Pyrénées-Atlantiques, Michèle Alliot-Marie. Il siège à l'Assemblée nationale à partir du 2 mai 1993, lorsque celle-ci est nommée au gouvernement. Il est alors membre du groupe RPR. Il démissionne le 26 juillet 1995, à la suite du départ de Michèle Alliot-Marie du gouvernement.
Le 1er juin 1997, il est à nouveau élu comme suppléant de Michèle Alliot-Marie. Il revient à l'Assemblée nationale à partir du 8 juin 2002, lorsque celle-ci est nommée au gouvernement. Il siège pendant dix jours, jusqu'à la fin de la XIe législature.
Le 16 juin 2002, il est de nouveau élu comme suppléant de Michèle Alliot-Marie (avec 60,88 % des voix au second tour) et fait son retour à l'Assemblée nationale à partir du 19 juillet 2002. Il siège ainsi pendant la quasi-totalité de la XIIe législature au sein du groupe UMP.
Pour les élections législatives de 2007, il est à nouveau désigné suppléant de Michèle Alliot-Marie dans la sixième circonscription des Pyrénées-Atlantiques. Elle est réélue le 17 juin 2007, en obtenant 58,37 % des voix au second tour, et est nommée dans le gouvernement François Fillon (2) le 19 juin. Pour la quatrième fois, Daniel Poulou devient ainsi député le 20 juillet 2007 à sa place. Il est à nouveau membre du groupe UMP. Il laisse sa place, le 29 mars 2011, à Michèle Alliot-Marie.

## Mandats

### Député
- 02/05/1993 - 26/07/1995 : député suppléant de la sixième circonscription des Pyrénées-Atlantiques
- 08/06/2002 - 18/06/2002 : député suppléant de la sixième circonscription des Pyrénées-Atlantiques
- 19/07/2002 - 19/06/2007 : député suppléant de la sixième circonscription des Pyrénées-Atlantiques
- 20/07/2007 - 29/03/2011: député suppléant de la sixième circonscription des Pyrénées-Atlantiques

### Conseiller général
- xx/xx/1981 - 21/03/1982 : membre du conseil général des Pyrénées-Atlantiques (élu dans le canton d'Hendaye)
- 21/03/1982 - 02/10/1988 : membre du conseil général des Pyrénées-Atlantiques
- Depuis le 18/03/2001 - 2008 : membre du conseil général des Pyrénées-Atlantiques

### Maire
- 14/03/1977 - 13/03/1983 : maire d'Urrugne (Pyrénées-Atlantiques)
- 14/03/1983 - 19/03/1989 : maire d'Urrugne
- 20/03/1989 - 18/06/1995 : maire d'Urrugne
- 19/06/1995 - 18/03/2001 : maire d'Urrugne
- 19/03/2001 - 24/08/2002 : maire d'Urrugne

## Annexe